# Die Pfeffermühle

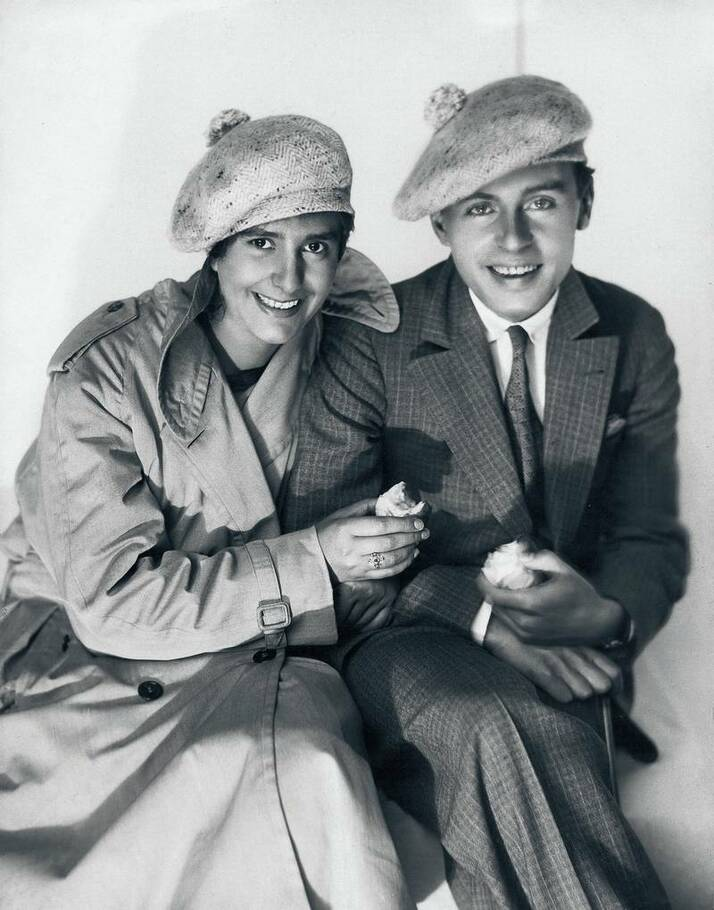
Erika et Klaus Mann en 1927. Photo de Eduard Wasow.

Le Moulin à poivre (Die Pfeffermühle) était une troupe de cabaret politique anti-nazie légendaire qui réalisa son premier spectacle le 1er janvier 1933 à la Bonbonniere de Munich (près du Bierpalast Hofbräuhaus am Platz). Mais en septembre de cette même année, il dut fuir à Zurich, devenant l'un des principaux cabarets d'exil de langue allemande. Le 26 avril 1936, la 1000e représentation du Moulin à Poivre se déroula à Amsterdam

## Histoire
Il fut fondé par Erika et Klaus Mann, Therese Giehse et le compositeur Magnus Henning (de). Outre Erika et Klaus Mann, participèrent à l'élaboration des textes Walter Mehring et Wolfgang Koeppen, tandis que les interprètes étaient Therese Giehse, Lotte Goslar (de), Sybille Schloß (de), Cilli Wang (de) et Igor Pahlen. Magnus Henning composait et jouait de la musique au piano, et Erika Mann exerçait le rôle de maîtresse de cérémonie en un habit de clown.
On doit le nom de Moulin à poivre à Thomas Mann qui, lors d'une discussion à la table familiale sur le nom qu'Erika entendait donner à son cabaret, s'empara du moulin à poivre et dit « qu'en pensez-vous ? »
Quelques mois seulement après la première, qui avait connu un grand succès, la troupe dut fuir les nazis, s'établissant le 30 septembre 1933 à Zurich, à l'hôtel Hirschen.
Le deuxième programme d'exil a été lancé le 1er janvier 1934 avec des références plus claires au Troisième Reich, mais sans mention explicite du nom. Le 6 janvier 1934, la légation allemande se tourne vers le parquet fédéral suisse en raison de la présence d'Erika Mann et estimant « souhaitable » que l'exécution des « spectacles dirigés contre l'Allemagne soit empêchée ». Le ministère public de la Suisse a immédiatement refusé, soulignant qu'il ne s'agissait que de satire.
Une troisième représentation encore plus intense eut lieu le 6 octobre 1934 à Bâle dans les locaux du Gruppe 33, puis de nouveau une autre à Zurich, mais cette fois avec la présence de nazis suisses, ce qui provoqua une émeute et obligea la police à intervenir pour que le spectacle puisse se dérouler jusqu'à son terme. Le programme fut critiqué par le Neue Zürcher Zeitung et plusieurs cantons suisses interdirent le programme. Tournant le dos à la Suisse, le Moulin à poivre fit à partir de 1935 une tournée en Tchécoslovaquie et dans le Benelux.
En cette même année 1935, Erika Mann fut privée de sa citoyenneté allemande en tant que « créatrice intellectuelle » du cabaret « anti-allemand ». Le Moulin à poivre donna en tout 1036 représentations, et quand la pression des nazis devint trop forte, Erika Mann tenta de l'exporter à New York en 1937, mais faute d'argent, et bien qu'un mécène ait remboursé les dettes, l'expérience ne put se poursuivre.
Therese Giehse et Magnus Henning retournèrent en Europe. Lotte Goslar et Sybille Schloß sont restées en Amérique, tout comme Erika Mann, qui tenta de sensibiliser les Américains au danger émanant de l'Allemagne nationale-socialiste par le biais de tournées de conférences.

## Galerie

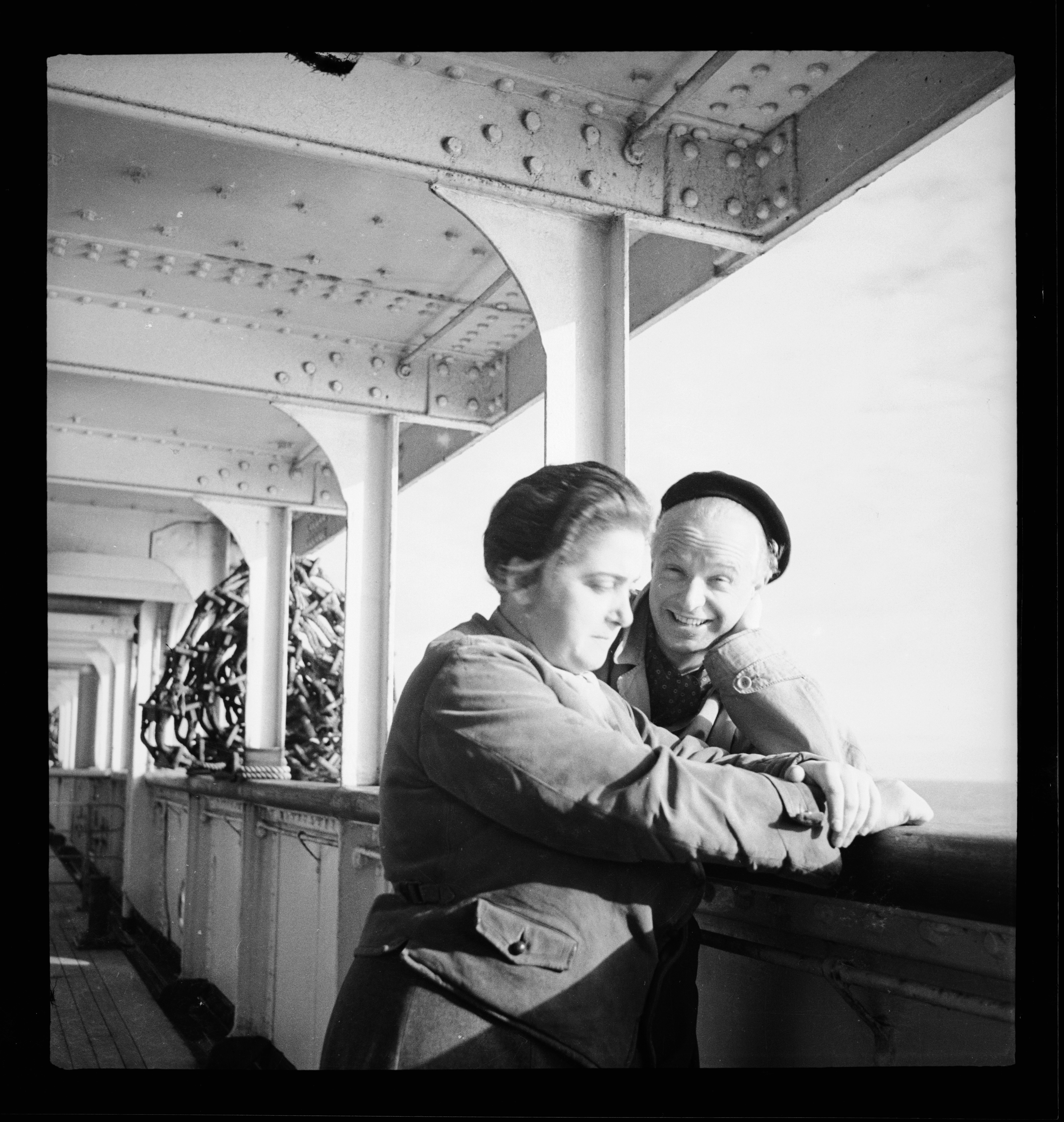
Therese Giehse et Magnus Henning (de) sur un navire allant aux USA en 1936. Photo de Annemarie Schwarzenbach
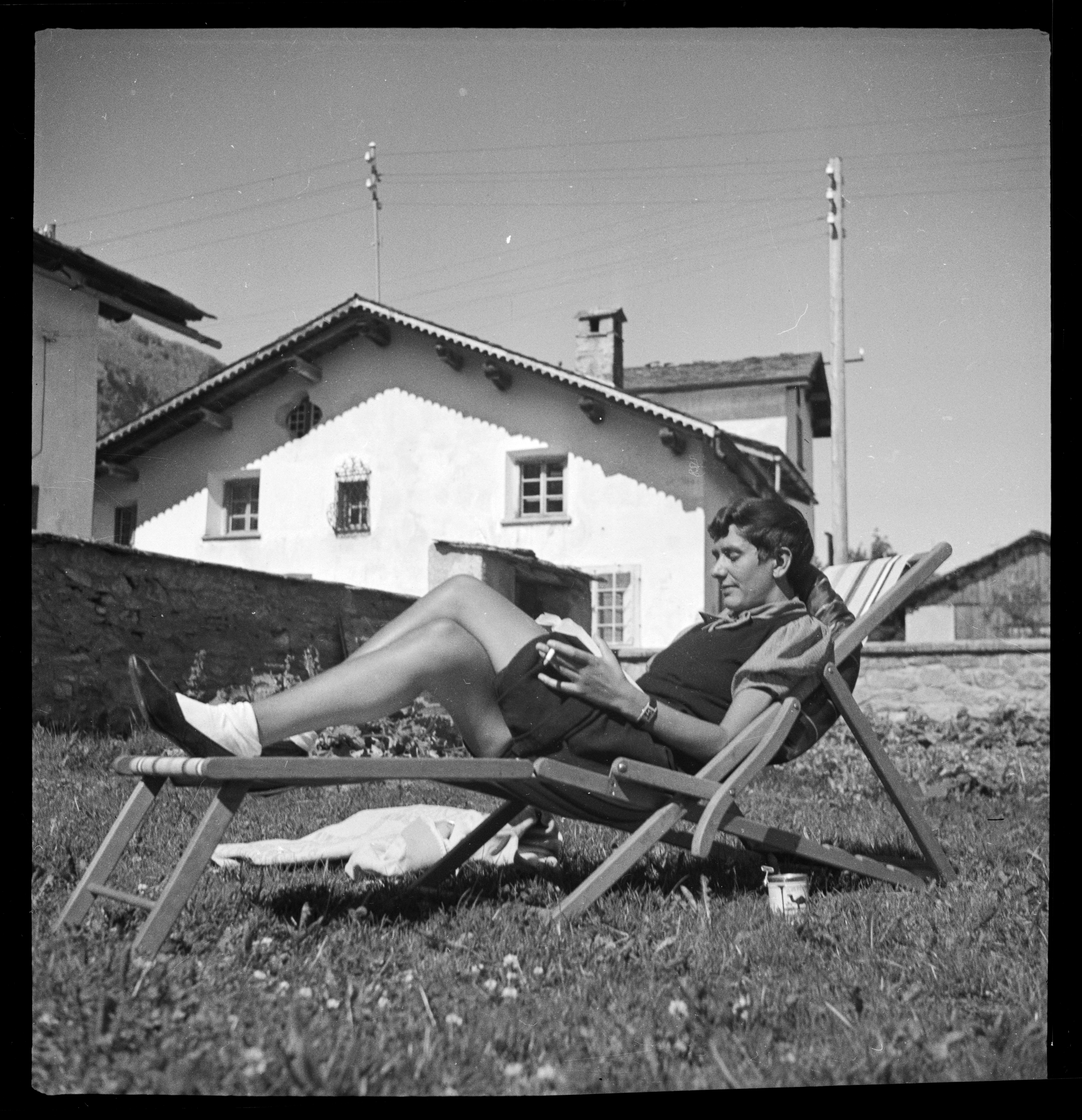
Erika Mann, 1936. Photo de Annemarie Schwarzenbach
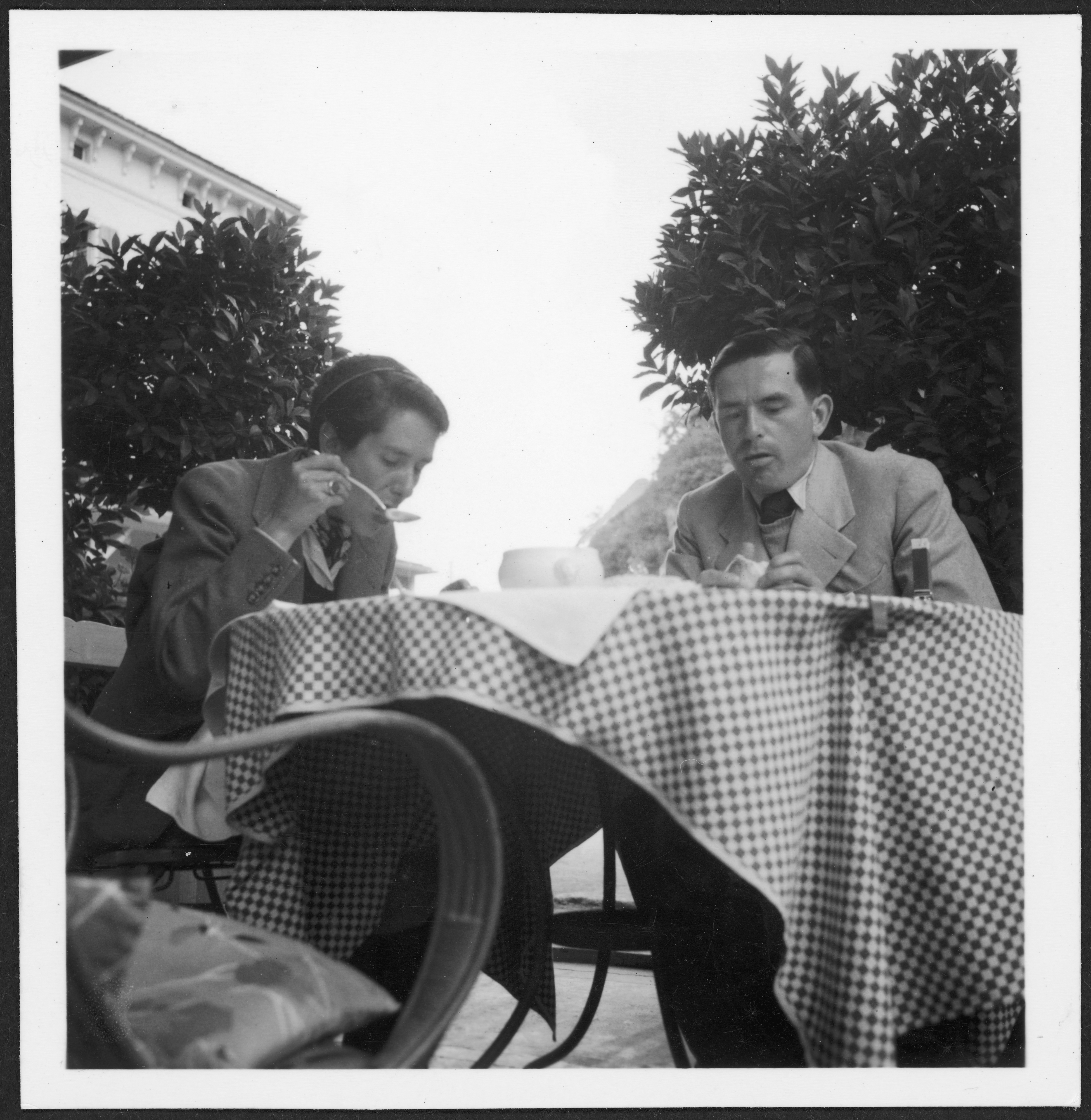
Erika et Golo Mann, 1936. Photo de Annemarie Schwarzenbach